# Oliver Benson
Oliver Benson (* 1965 in Coesfeld) ist ein deutscher Physiker. Er ist zudem Professor für Experimentalphysik an der Humboldt-Universität in Berlin.
Mit 19 Jahren machte er sein Abitur am städtischen Gymnasium Nepomucenum und begann ein Jahr später mit einem Physikstudium. In den Jahren danach widmete er sich vor allem der Quantenoptik und erhielt 2001 seine Professur an der Humboldt-Universität.
Benson errang in wissenschaftlichen Kreisen vor allem durch seine Arbeit mit einzelnen Photonen Aufmerksamkeit. 2006 gelang es ihm und seiner Forschergruppe, Quantenbits mit Licht-Teilchen darzustellen und auf diese Weise den ersten Probe-Rechenschritt eines möglichen Quantencomputers zu demonstrieren.

## Schriften
- M. Scholz, T. Aichele, S. Ramelow, O. Benson: Deutsch-Jozsa Algorithm using Triggered Single Photons from a Single Quantum Dot. Physical Review Letters 96, 180501 (2006)